# Werner Huno
Werner Huno († 1291 in Lübeck) war ein deutscher Kaufmann und Ratsherr der Hansestadt Lübeck.

## Leben
Über Werner Hunos Herkunft ist nichts bekannt. Als Vorsteher des Heiligen-Geist-Hospitals in Lübeck schloss er 1289/1290 Verträge mit der Lüneburger Saline. Er war seit 1289 Ratsherr der Stadt Lübeck. Zu Zwecken der Kapitalanlage erwarb er das halbe Dorf Wulfsdorf, das halbe Dorf Beidendorf  und das halbe Dorf Albsfelde.
Werner Huno bewohnte in Lübeck das Haus Koberg 5. Nach seinem Tode verkaufte seine Witwe die Hälften an Wulfsdorf und Beidendorf an den Lübecker Ratsherrn Gottfried von Cremon.
Während Emil Ferdinand Fehling den Lübecker Ratssekretär und Chronisten Alexander Huno als seinen Sohn ansah, wendete sich Friedrich Bruns später gegen diese Zuschreibung.